# 형양군 (서진)
형양군(滎陽郡)은 서진이 설치한 중국의 군 중 하나로 지금 중국 허난성의 성도인 정저우 시의 전신이다. 266년(태시 2년)에 하남군 서부 지역에서 신설되었다.

## 연혁

### 조위
후한말인 213년(건안 18년)에 조조가 위공에 올라 행정 개편을 하는 과정에서 하남군의 서부 지역이 형양교위로 분리되었으나, 얼마 못 가 하남군으로 귀속되었다. 이후 242년 잠시 형양군이 신설되었다가 얼마 뒤에 바로 폐군되었다.

### 서진
266년 하남군 서부 8현을 분리해 형양군을 신설했다. 8현, 주민 34,000호를 거느렸다. 팔왕의 난시기 주요 격전지가 되었다. 영가의 난시기 후조를 세운 석륵에 의해 점령당했다.
| 현명   | 한자   | 대략적 위치            | 비고                            |
| ------ | ------ | ---------------------- | ------------------------------- |
| 형양현 | 滎陽縣 | 정저우 시 싱양시 북동  |                                 |
| 경현   | 京縣   | 정저우시 싱양시 남동   |                                 |
| 밀현   | 密縣   | 정저우시 신미시 남동   |                                 |
| 권현   | 卷縣   | 신샹 시 위안양 현 서   |                                 |
| 양무현 | 陽武縣 | 신샹 시 위안양 현 남동 | 북위대에 광무군으로 이관되었다. |
| 원릉현 | 苑陵縣 | 정저우 시 신정 시 북동 | 북위대에 광무군으로 이관되었다. |
| 중모현 | 中牟縣 | 뤄양 시 중무 현 동     | 북위대에 광무군으로 이관되었다. |
| 개봉   | 開封   | 카이펑 시 남서         |                                 |

### 북위
493년 효문제가 낙양에 북위의 수도를 둔 뒤로 사주에 속했지만, 동위, 서위가 성립된 이후 동위가 수도를 업에 두면서 형양군일대에 북예주를 설치했다. 5현, 21,472호, 92,310명이 살았다.
| 현명   | 한자   | 대략적 위치            | 비고 |
| ------ | ------ | ---------------------- | --- |
| 형양현 | 滎陽縣 | 정저우 시 싱양시 북동  | 형양산(滎陽山), 형양성(滎陽城), 오창(敖倉), 광무성(廣武城), 석문성(石門城), 관숙총(管叔冢), 주가(周苛), 기신총(紀信冢), 형택(滎澤)이 있다. |
| 성고현 | 成皐縣 | 정저우 시 싱양 시 북서 | 낙양의 관문인 호뢰관(虎牢關)이 있다. |
| 경현   | 京縣   | 정저우시 싱양시 남동   | |
| 밀현   | 密縣   | 정저우시 신미시 남동   | |
| 권현   | 卷縣   | 신샹 시 위안양 현 서   | |